# Laccopetalum giganteum
Laccopetalum giganteum es la única especie del  género monotípico Laccopetalum, de la familia Ranunculaceae. Es  endémica de Perú.